# Željka Ogresta
Željka Ogresta (Zagreb, 1963.) hrvatska je novinarka i televizijska voditeljica.

## Životopis
Željka Ogresta dugogodišnja je voditeljica HRT-ovih emisija "Željka Ogresta i gosti", te razgovorne emisije "Piramida".

## Privatni život
Željka je u braku s novinarom i producentom Dubravkom Merlićem s kojim ima troje djece, kćerke Maju i Martu i sina Mateja.